# Sull'aria... che soave zeffiretto
Sull'aria... che soave zeffiretto (en italiano, Sobre la brisa... qué suave cefirito) es un duettino o breve dueto del tercer acto de la ópera Las bodas de Fígaro de Wolfgang Amadeus Mozart (KV 492), sobre el libreto de Lorenzo da Ponte. En el duettino, la condesa Almaviva (soprano) dicta a Susanna (también una soprano) la invitación a una cita, dirigida al marido de la condesa, como trampa para exponer su infidelidad.

## Música
El dueto está escrito para oboe, fagot y cuerdas. Está compuesto en compás de 6/8 y en si bemol mayor, con una extensión de sesenta y dos compases; la indicación de tempo es allegretto. 
Durante la primera parte del dueto (compases 1–37), la Condesa dicta el título y las tres líneas de la carta y, tras una pausa, Susanna repite las líneas tal y como las había escrito. En la segunda parte, la Condesa y Susanna leen las líneas de forma alternada, coincidiendo puntualmente (compases 38–45) hasta que terminan en un verdadero dueto con su conclusión. El dueto presenta un ámbito de fa4 a si♭5 para Susanna y de re4 a sol5 para la Condesa.

## Libreto
| Sin repeticiones, el texto es: | Canzonetta sull'aria Che soave zeffiretto Questa sera spirerà Sotto i pini del boschetto. | Cancioncita sobre la brisa Qué suave cefirito esta tarde soplará bajo los pinos del bosquecillo. |
| y ambas concluyen:             | Ei già il resto capirà.                                                                   | Y él ya el resto entenderá.                                                                      |

El diálogo completo es:
| Susanna:           | Sull'aria...                     | Sobre la brisa...                    |
| Contessa:          | Che soave zeffiretto...          | Qué suave cefirito...                |
| Susanna:           | Zeffiretto...                    | Cefirito...                          |
| Contessa:          | Questa sera spirerà...           | Esta tarde soplará...                |
| Susanna:           | Questa sera spirerà...           | Esta tarde soplará...                |
| Contessa:          | Sotto i pini del boschetto.      | Bajo los pinos del bosquecillo.      |
| Susanna:           | Sotto i pini...                  | Bajo los pinos...                    |
| Contessa:          | Sotto i pini del boschetto.      | Bajo los pinos del bosquecillo.      |
| Susanna:           | Sotto i pini... del boschetto... | Bajo los pinos... del bosquecillo... |
| Contessa:          | Ei già il resto capirà.          | Y él ya el resto entenderá.          |
| Susanna/ Contessa: | Certo, certo il capirà.          | Cierto, cierto, él entenderá.        |

## En la cultura popular
En la película The Shawshank Redemption, el prisionero Andy Dufresne (Tim Robbins) desafía a Warden Sam Norton (Bob Gunton) al poner el disco con el duettino, de forma que se oiga por los altavoces de la prisión. Ellis Boyd "Red" Redding (Morgan Freeman) señala en su narración de los hechos: «Me gustaría pensar que [los cantantes] estaban cantando sobre algo tan hermoso que no puede expresarse con palabras, y esto hace que te duela el corazón». Esto es algo paradójico, pues los personajes de la ópera están cantando en realidad sobre una carta que desvelará una infidelidad.
La aparición del duettino en la banda sonora de The Shawshank Redemption hizo que fuese nominado como una de las cuatrocientas canciones incluidas en la lista de las cien canciones más célebres, elaborada por la American Film Institute; sin embargo, el duettino no logró finalmente una plaza en dicha lista.